# Again (canción de Flyleaf)
«Again» es el primer sencillo de Flyleaf de su segundo álbum, Memento Mori. Se anunció el 29 de julio de 2009, que "Again", sería su primer sencillo, la canción fue puesta para descarga digital oficialmente el 25 de agosto de 2009, y está incluida en el videojuego Guitar Hero: Warriors of Rock

## Información de la canción
La canción debutó a principios de 2007 junto con la canción "Have We Lost", mientras que Flyleaf estaba de gira, tocando canciones de su homónimo álbum de debut  Flyleaf. A mediados de 2009, la letra de la canción cambia, y la vocalista Lacey Mosley explica por qué el cambio una carta escrita a los fanes. 
"Los fans parecen saber lo que está sucediendo con nosotros antes de hacer y no me sorprende descubrir, muchos han conocido las letras de nuevo por un año. :-) El primer verso y el coro se cambiaron en el estudio! Es una buena cosa, porque las palabras dicen mejor lo que mi corazón quería decir. Está escrito para personas como yo, que sienten la inquietud de hacer un mundo mejor de alguna manera, pero son demasiado pequeñas para llevar el peso del mundo sobre sus hombros. Su decir, usted tiene el corazón derecho, pero no estaban destinadas a llevar todo. Eres tan fuerte, que son capaces de manejar tanto! Pero usted no puede manejar todo de una vez. ¡Suelta! Dios es grande y Él puede con todo mejor que tú! Su bien dejar ir y no comprendo todo. debo comenzar un grupo, necesito tu apoyo ... Cualquiera que esté interesado? Tal vez esta canción nos ayudará. Canto a mí mismo "la renuncia sólo te ayudará ahora .. "Y entonces me soltó. "

## Video musical
El video musical de "Again" se estrenó en MTV el 30 de septiembre de 2009. El director del vídeo esMeiert Avis. Joshua "JC" Clemons También se pidió que este en el video como un invitado, pero estaba demasiado ocupado en el momento de la filmación. Los grabados en madera en el video fueron creados por el bajista Pat Seals, quien también diseñó todo el material gráfico de Memento Mori.

## Tema del video
'El tema general es que todo llega a su fin ", dice el guitarrista Sameer Bhattacharya del clip.
Para el primer sencillo del álbum, el roquero "Again", que se asoció
con el director Meiert Avis (que ha dirigido videos como Avril Lavigne, U2, Jack's Mannequin, Audioslave y Bruce Springsteen) en un vídeo que actúa como una declaración de propósitos por lo que son y lo que he estado pensando.
"El tema general es que todo llega a su fin", explicó el guitarrista Sameer Bhattacharya, señalando que el título del álbum es una frase latina que se traduce a "recuerda la muerte". "Pero siempre hay esperanza y un cuadro más grande también."
El clip ha sido filmado enteramente en frente de una pantalla verde, lo que permitió a la banda tocar la canción mientras la mente imágenes de flexión se añadieron más tarde. "Son imágenes que comienzan como luz y energía, y que lentamente se convierten en estos grabados en madera - en algo real", dijo Bhattacharya.
Los grabados en madera en cuestión son los diseños creados por el bajista Pat Seals, quien también diseñó todo el arte del álbum. "Uno de los videos que nos dio Meiert de remisión fue de" Like Spinning Plates ' ", Explica Lacey la vocalista, haciendo referencia al video del 2001 de la banda inglesa. el clip creado por n ordenador con imágenes surrealistas. pero terminó con una imagen concreta de los gemelos unidos. "Es etérea e industrial, al mismo tiempo"

## Posicionamiento
| Año  | Listas                                    | Posición |
| ---- | ----------------------------------------- | -------- |
| 2009 | U.S. Billboard Rock Songs                 | 12       |
| 2009 | U.S. Billboard Alternative Songs          | 9        |
| 2009 | U.S. Billboard Hot Mainstream Rock Tracks | 14       |
| 2009 | U.S. Billboard Christian Songs            | 26       |

- Datos: Q975306